# Foramen ovale perméable
Pour les articles homonymes, voir FOP.
 Mise en garde médicale
Le foramen ovale perméable (FOP) est un type d'anomalie du cœur, plus précisément de la cloison située entre les deux atria (singulier atrium, anciennement oreillettes), entraînant une communication entre ces deux dernières.  Il est observé avec une grande fréquence et serait possiblement impliqué dans diverses maladies, dont la survenue d'accidents vasculaires chez des sujets jeunes.

## Anatomie et physiologie du foramen ovale
Le foramen ovale est un passage « en chicane » entre les deux constituants principaux de la cloison inter-auriculaire, le septum primum et le septum secundum, faisant communiquer les deux atria. Il tend à être fermé par une membrane (« la membrane du foramen ovale ») normalement accolée à l'âge adulte aux deux septums. Parfois cette fermeture est purement fonctionnelle, maintenue close par la différence de pression régnant dans les atria, plus importante à gauche qu'à droite et pouvant donc se rouvrir en cas d'inversion de la différence de pression.

## Chez le nouveau-né

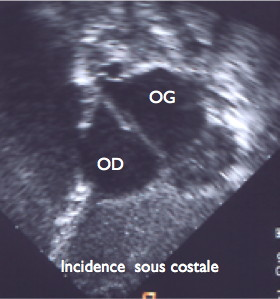
Image échographique du foramen ovale perméable chez un nourrisson de sept mois.

Il n'est pas rare que l'on assiste à une réouverture du foramen ovale à l'occasion d'une élévation des pressions régnant dans l'atrium droit. Celle-ci peut se produire dans diverses circonstances :
- circonstances physiologiques telles que les pleurs, la colère ou tout simplement les efforts de poussée lorsque le nouveau-né a des selles. Le nouveau-né peut alors présenter un accès de cyanose transitoire lié au passage de sang désaturé de l'atrium droit vers la circulation systémique. Ces accès sont bénins, transitoires et sans signification pathologique. Peut-être est-ce de là que vient l'expression « piquer une colère noire » ?
- circonstances pathologiques, les causes étant multiples :
  - présence d'un obstacle entre l'atrium droit et le ventricule droit : sténose ou atrésie tricuspide,
  - présence d'un obstacle entre le ventricule droit et l'artère pulmonaire : sténose (sévère) ou atrésie pulmonaire,
  - présence d'un obstacle sur la circulation pulmonaire elle-même : hypertension artérielle pulmonaire (HTAP) due elle-même à de multiples causes.

Par ailleurs, l'oblitération par la membrane peut être incomplète et chez le nouveau-né, il n'est pas rare que se produise un passage d'une faible quantité de sang de l'atrium gauche vers l'atrium droit, habituellement sans aucune traduction et sans conséquence au travers de ce qui est désigné comme un « foramen ovale perméable » ou FOP (équivalent anglais : PFO pour patent foramen ovale).
Au total :

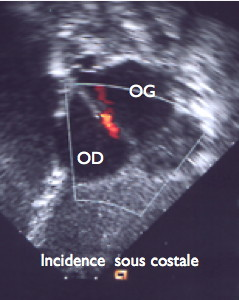
Minime shunt G-D au travers d'un foramen ovale.

- chez le nouveau-né normal, trois comportements peuvent être observés en fonction des circonstances :
  - la présence d'un shunt gauche-droit minime et sans conséquence, persistant durant quelques jours ou semaines avant la fermeture complète du FO,
  - la réapparition dans certaines circonstances d'un shunt droit-gauche intermittent, responsable d'accès de cyanose transitoires,
  - la disparition d'emblée de tout passage de sang d'un atrium à l'autre ;
- quand une malformation cardiaque est présente, le foramen ovale peut rester ouvert et le siège :
  - d'un shunt droit-gauche quand la malformation siège sur le cœur droit ou la circulation pulmonaire, responsable d'une cyanose permanente,
  - d'un shunt gauche-droit significatif quand la malformation siège sur le cœur gauche ou la cloison inter-ventriculaire et élève fortement les pressions dans l'atrium gauche. On parle alors de « foramen ovale forcé ».

## Chez l'enfant et l'adulte

### Prévalence
Cette anomalie est répandue : elle est trouvée dans plus d'un quart des cas dans une série autopsique. L'échocardiographie avec injection de microbulles détecterait cette anomalie chez une personne sur 6. Par échographie transœsophagienne, il est détecté chez une personne sur quatre et est parfois associé avec un anévrisme du septum interauriculaire.
Cette prévalence est identique dans les deux sexes.

### Conséquences
La présence d'un foramen ovale perméable (FOP) reste habituellement sans conséquence à long terme.

#### Embolie paradoxale
Cette particularité anatomique comporte cependant un risque au moins théorique d'embolie paradoxale. Une embolie est dite paradoxale quand son point de départ se situe dans une veine et son point d'arrivée est artériel. Elle n'est possible que par l'existence d'une communication entre le circuit veineux (veines, cœur droit, artères pulmonaires) et le circuit artériel (cœur gauche et artères). En cas de foramen ovale perméable associé à une hyperpression dans l'atrium droit, une telle communication peut s'établir, chez l'adulte comme chez le nouveau-né, comme décrit plus haut.
Une embolie paradoxale est à craindre tout particulièrement dans deux circonstances :
- la présence d'une thrombose veineuse et d'une embolie pulmonaire. L'embolie pulmonaire est responsable d'une augmentation des pressions dans les cavités droites cardiaques favorisant ainsi le passage d'un caillot venant du système veineux par cette communication pour aller emboliser le cerveau, un rein, la rate… Ce type d'accident peut malheureusement survenir de façon moins prévisible chez des personnes bien portantes : l'organisme produit fréquemment (et sans le savoir) des micro-caillots qui sont physiologiquement détruits au niveau des poumons. Il suffit qu'un de ces micro-caillots transite dans l'atrium droit au moment où s'y produit une hyperpression (au cours d'un effort, d'un éclat de rire, d'une colère…) pour que survienne l'accident. La responsabilité de la présence d'un foramen ovale perméable dans la survenue d'accidents vasculaires cérébraux (AVC) chez le sujet jeune reste très débattue, reconnue voire évidente pour certains[5], contestée par d'autres[6] qui, sur de larges séries de patients observent la même proportion de FOP chez les sujets indemnes que chez ceux ayant présenté un accident. Il semble néanmoins logique de retenir un lien de causalité quand le foramen ovale est large (> 4 mm), le sujet jeune et l'accident vasculaire non expliqué par un autre mécanisme. Un FOP serait ainsi trouvé dans 40 à 75 % des accidents cérébraux par ailleurs inexpliqués[7] ;
- la pratique de la plongée sous-marine avec bouteille(s). Lors d'une remontée trop rapide, des micro-embolies gazeuses (azote) peuvent se produire et, à la faveur d'un foramen ovale perméable, être également à l'origine d'accidents vasculaires cérébraux (habituellement régressifs). Un même phénomène a pu être évoqué chez les pilotes d'avion volant en haute altitude ou chez les astronautes[8].

#### Migraine
Le foramen ovale perméable (FOP) a été suspecté dans la genèse des migraines précédées d'une aura (un large FOP serait 2 à 5 fois plus fréquent chez les migraineux), le mécanisme restant discuté : passage anormal de sérotonine présente dans la circulation veineuse vers le cerveau, micro-embols cruoriques ou plaquettaires. Ces résultats sont cependant discutés, d'autres études plus récentes et comportant plus de sujets ne montrant aucune corrélation entre les deux maladies,. L'efficacité de la fermeture du foramen ovale sur les crises migraineuses pourrait n'être qu'essentiellement un effet placebo mais cela reste discuté.

## Diagnostic
Un foramen ovale perméable (FOP) n'a, sauf exception, aucune traduction fonctionnelle, clinique, électrocardiographique ou sur la radiographie thoracique. Historiquement, le diagnostic en était porté lors d'une exploration hémodynamique, soit en raison d'un trajet inhabituel de la sonde de cathétérisme, soit par le passage anormal de produit de contraste lors d'une angiographie.
Actuellement, le diagnostic repose essentiellement sur l'échocardiographie. La voie trans-thoracique est habituellement suffisante chez le nourrisson et l'enfant. Une exploration par voie trans-œsophagienne est souvent préférable chez l'adulte et est considérée comme la méthode de référence.
- Chez le nouveau-né et le nourrisson, le diagnostic de FOP est relativement simple. Sa présence est souvent soupçonnée en échographie bi-dimensionnelle par la constatation d'un discret défect entre deux portions du septum inter-auriculaire se recouvrant partiellement, à la façon des tuiles sur un toit. Elle est affirmée par la mise en évidence d'un shunt gauche-droit à l'examen doppler couleur. Celui-ci est habituellement minime et sans conséquence.
- Chez l'adolescent ou l'adulte, la recherche d'un FOP est habituellement faite dans les suites d'un accident embolique et le but de l'examen est de mettre en évidence la possibilité d'apparition d'un shunt droit-gauche à l'étage auriculaire. La présence d'un FOP peut être suspectée dès l'imagerie bi-dimensionnelle si celle-ci est pratiquée par voie trans-œsophagienne. Elle sera confirmée par la réalisation d'une échocardiographie de contraste au cours d'une manœuvre de Valsalva.
  - L'échographie de contraste consiste en l'injection veineuse d'une solution liquide modifiant les propriétés ultrasonores du sang circulant. Celui-ci apparaît alors comme troublé par de nombreuses micro-bulles dont on peut suivre la progression, en particulier à travers la cloison et dans les cavités gauches du cœur s'il existe un shunt droit-gauche.
  - La manœuvre de Valsalva est pratiquée pour augmenter transitoirement les pressions dans le système veineux et l'atrium droit et crée ainsi les conditions d'apparition d'un shunt droit-gauche si un FOP est présent. En pratique, elle consiste, après une inspiration profonde, en un effort de poussée abdominale aussi fort que possible, à glotte fermée (c'est-à-dire sans expirer l'air retenu dans les poumons). De façon guère élégante mais parfaitement appropriée, on peut comparer la manœuvre de Valsalva à l'effort que chacun peut faire quand, bien que constipé, il essaie d'aller à la selle.

Le doppler transcrânien fonctionnel, après injection de microbulles par voie intraveineuse, est une technique alternative de dépistage, mais ne permet naturellement pas d'analyser anatomiquement les raisons du shunt. Le scanner cardiaque et l'IRM cardiaque ont une sensibilité bien moindre.

## Intérêt du dépistage
Compte tenu de sa grande fréquence et de son caractère habituellement asymptomatique, il est hors de question de pratiquer le dépistage systématique d'un foramen ovale perméable dans la population générale. La nécessité d'un dépistage reste débattue dans deux indications : dans les suites d'un accident vasculaire survenu chez un sujet jeune et chez les plongeurs ou d'une façon plus générale, les personnes exposées au risque d'accident de décompression.

### Dans les suites d'un accident vasculaire cérébral
La recherche d'un foramen ovale perméable apparait légitime dans les suites d'un accident vasculaire cérébral, surtout s'il est survenu chez un sujet jeune et en l'absence de tout autre anomalie pouvant expliquer l'accident. Une relation de causalité sera alors d'autant plus retenue que le foramen ovale est largement perméable, laissant passer de nombreuses micro-bulles lors de l'échographie de contraste (grade 3).

### En cas d'insuffisance respiratoire
En cas de shunt droit-gauche, le sang artériel est alors un mélange de sang veineux (issue de l'oreillette droite), pauvre en oxygène, et de sang normalement oxygéné, issu du poumon par l'intermédiaire de l'oreillette gauche. Cette situation est peu gênante si le shunt est faible et la fonction pulmonaire normale. Si le sang issu des poumons est moins oxygéné, la présence d'un shunt empire la situation et la fermeture de ce dernier permet d'améliorer la situation.

### Plongée sous-marine
Chez les plongeurs, en particulier professionnels, l'intérêt d'un dépistage systématique a été évoqué mais ne semble plus retenu par la plupart des auteurs. Les recommandations actuelles de la commission médicale et de prévention de la Fédération française d'études et de sports sous-marins et de la Société suisse de médecine subaquatique et hyperbare sont de ne pas faire de recherche systématique chez tous les plongeurs.
En cas de survenue d’accident de décompression, cette commission conseille d'explorer « les accidents de décompression neurologiques, qu'ils soient cérébraux, cochléo-vestibulaires, mixtes cérébro-médullaires ou de diagnostic topographique incertain mais présentant ou ayant présenté une symptomatologie objective. »
Si la pratique de la plongée (avec bouteille ou scaphandre) n'est pas formellement contre-indiquée chez les personnes présentant un foramen ovale perméable, il leur est cependant fortement conseillé de respecter certaines précautions. Celles-ci sont détaillées sur le site de la Fédération française d'études et de sports sous-marins.

## Traitement
En cas d'accident vasculaire cérébral, un traitement visant à prévenir la formation de caillots sanguins, soit à l'aide de médicaments antiagrégants plaquettaires comme l'aspirine, soit par l'usage de médicaments anti-coagulants actifs par voie orale (classe des anti-vitamines K) reste de première intention. Ces derniers n'ont toutefois pas fait la preuve de leur supériorité par rapport à de l'aspirine dans ces cas. 
La fermeture d'un foramen ovale perméable, ne s'envisageait que dans les suites de complications emboliques récidivantes malgré un traitement antiagrégant ou anticoagulant bien conduit. Le niveau de preuve de l'intérêt de cette attitude est longtemps resté faible. Après un premier accident neurologique, elle ne semblait d'abord pas avoir démontré d'intérêt,. Cependant de nouvelles études et méta-analyses,, montrent que chez des patients bien sélectionnés, pas trop âgés et sans autres facteurs de risque (qui augmentent la probabilité que l'accident vasculaire cérébral ne soit pas dû au foramen ovale perméable), la fermeture du foramen est suivie d'un nombre de récidives nettement plus faible, au prix d'une légère augmentation du risque de survenue d'une fibrillation auriculaire.
Quand elle est indiquée, cette fermeture est habituellement faite non par chirurgie mais au cours d'un cathétérisme interventionnel par mise en place d'un dispositif occlusif sur le FOP, identique aux dispositifs utilisés pour la fermeture d'une communication inter-auriculaire. Ce type d'intervention a été réalisé pour la première fois en 1976. L'efficacité sur la prévention des accidents neurologiques semble dépendre du matériel utilisé. Dans moins d'un cas sur dix, la fermeture peut s'accompagner par la survenue de crises migraineuses et pouvant persister plusieurs années. Celles-ci semblent moins fréquente si une association aspirine-clopidogrel est donnée après la procédure, ce qui est règle. 
Sont à l'étude des matériels qui permettraient de fermer un foramen ovale par radiofréquence seule, sans dispositif occlusif permanent, l'énergie délivrée dans l'atrium droit visant à fusionner entre eux le septum primum et le septum secondum sur les berges de la communication. Cette technique n'est pas encore de pratique courante et reste à l'étude dans le cadre de protocoles de recherche.

## Cas particulier: le FOP vicariant
Le terme de « vicariant », plus souvent utilisé à propos du canal artériel, désigne une structure dont la présence est indispensable à la survie d'un nouveau-né. Ce terme peut être utilisé pour le Foramen ovale dans le cas particulier d'une malformation cardiaque appelée transposition des gros vaisseaux.